# 開運のツキ
開運のツキ（かいうんのツキ）は、フジテレビ系列で2002年4月1日 - 2007年3月30日までに放送されたミニ番組、占い番組。毎週月曜日から金曜日の14:00 - 14:05（JST）放送。オープニングテーマはDragibus（ドラジビュス）の「Domotor（ドモトール）」。
2000年10月2日から2002年3月28日まで放送の「開運婦人」（かいうんまま）は、占い番組というより、ミニ心理テスト番組に近かった。シチュエーション別に4人の主婦キャラクターが心理テストの選択肢を出し、CM開けに心理テスト結果を携帯電話の電波に見立てた『開運指数』を発表し、4位の者のための当日のラッキーアイテムを発表していた。
開運のツキは開運婦人のリニューアル版であり、毎日の月の満ち欠けに基づいた占いを行い、4つの選択肢のどれを選ぶかによって今日の運勢を発表する。その後、開運をアップする開運のツボを教える。またその放送日に生まれた有名人、その人の特徴も紹介してくれる。番組後期は月の道引きや有名人の誕生日紹介はなくなり、イメージキャラクターのオーヒョイが出題する問題から、開運婦人で登場した主婦キャラクターが4つの答えを選択し、CM開けは回答別にその日の運勢を上げるラッキーポイントを知らせていた。
イメージキャラクターのオーヒョイは、白い全身タイツを着たような姿で語尾に「～ませそ」とつけて喋る。時々色が白から赤や金に変わることもある。ナレーションは藤村俊二で、オーヒョイの名前は藤村の愛称「おひょいさん」からつけられた。見た目も藤村そっくり。最終回では開運のツボにも実写で登場した。
金または赤のオーヒョイが現れたら、発見から3日以内の消印までに番組の最後に何を言ったか書いて送ると、抽選で開運おまもりや開運タオルが当たった。
後番組は『体操の時間。』というミニ番組。